# Жанна д’Арк (телесериал, 1999)
«Жанна д’Арк» (англ. Joan of Arc) — фильм режиссёра Кристиана Дюгея 1999 года.
Слоганы фильма:
- «Легенда. Святая.» (англ. A legend. A saint.)
- «Она умерла в 19. Спустя 500 лет её легенда продолжает жить!» (англ. She died at 19. 500 years later her legend lives on!)

Премьера фильма состоялась 16 мая 1999 года в США.

## Сюжет
В 1412 году в Северной Франции, истерзанной постоянными междоусобными войнами с бургундцами и многолетней войной с англичанами, родилась в простой крестьянской семье Жака Дарка дочь Жанна. Узнав, что родилась дочь, отец хотел даже убить её — столь жестоки были времена. Но мать помешала мужу.
С детства девочка видела только войны и убийства, а в возрасте 12 лет Жанна впервые познала божественный свет. Совсем юной девой она поняла, что Богом на неё возложена миссия спасти Францию, объединив её под правлением одного короля, Карла, который сможет объединить Францию и Бургундию и изгнать англичан. И эта простая деревенская девушка отправляется к дофину.
Не веря в божественный выбор, дофин и епископ Кошон, тем не менее, решили использовать Жанну, объявив её Лотарингской девой, которая должна была прийти и спасти народ в соответствии с пророчеством волшебника Мерлина.

## В ролях
- Лили Собески — Жанна д'Арк
- Жаклин Биссет — Изабелла д’Арк
- Пауэрс Бут — Жак д’Арк
- Чад Виллетт[англ.] — Жан де Мец
- Нил Патрик Харрис — дофин / король Карл VII
- Мори Чайкин — Робер де Бодрикур
- Олимпия Дукакис — мать Бабетта
- Джонатан Хайд — Джон Ланкастерский, герцог Бедфорд
- Роберт Лоджа — отец Моне
- Ширли Маклейн — Мадам де Боревуар
- Питер О`Тул — епископ Пьер Кошон
- Максимилиан Шелл — брат Жан ле Местр
- Питер Штраусс — Ла Гир
- Рон Уайт — Жан де Дюнуа
- Джеймс Вулветт — Филипп III, герцог Бургундии
- Жюстин Перофф — Пьер д’Арк
- Ондрей Хартл — Жакемин д’Арк
- Микулас Мара — Мишель д’Арк
- Жозеф Рейчел — Мишель д’Арк
- Дэвид Никл — Герцог Люксембургский
- Тэд Аттертон — Жан Эстиве
- Роберт Халей — Жорж де ла Тремуй

## Съёмочная группа
- Сценаристы: Майкл Александер Миллер, Рональд Паркер
- Режиссёр: Кристиан Дюгей
- Оператор: Пьер Жиль

## Награды и номинации
| Год  | Премия            | Категория                                                                                | Получатель            | Результат |
| ---- | ----------------- | ---------------------------------------------------------------------------------------- | --------------------- | --------- |
| 1999 | Эмми              | Выдающийся актёр второго плана в мини-сериале или фильме                                 | Питер О`Тул           | Победа    |
| 1999 | Эмми              | Выдающаяся актриса в мини-сериале или фильме                                             | Лили Собески          | Номинация |
| 1999 | Эмми              | Выдающийся актриса второго плана в мини-сериале или фильме                               | Жаклин Биссет         | Номинация |
| 1999 | Эмми              | Выдающийся актриса второго плана в мини-сериале или фильме                               | Олимпия Дукакис       | Номинация |
| 1999 | Эмми              | Выдающаяся режиссура в мини-сериале или фильме                                           | Кристиан Дюгей        | Номинация |
| 1999 | Эмми              | Выдающийся мини-сериал                                                                   |                       | Номинация |
| 1999 | Эмми              | Выдающаяся художественная режиссура в мини-сериале или фильме                            | за эпизод «Night 1»   | Номинация |
| 1999 | Эмми              | Выдающийся подбор актёров для мини-сериала или фильма                                    |                       | Номинация |
| 1999 | Эмми              | Выдающаяся монтаж съёмки одной камерой для мини-сериала или фильма                       | за 2-ю часть          | Номинация |
| 1999 | Эмми              | Выдающиеся костюмы для мини-сериала или фильма                                           | Джон Хей за 2-ю часть | Номинация |
| 1999 | Эмми              | Выдающиеся прически для мини-сериала или фильма                                          |                       | Номинация |
| 1999 | Эмми              | Выдающийся грим для мини-сериала или фильма                                              |                       | Номинация |
| 1999 | Эмми              | Выдающийся монтаж звука для мини-сериала или фильма                                      | за 1-ю часть          | Номинация |
| 1999 | Artios            | Лучший подбор актёров для телевизионного мини-сериала                                    |                       | Номинация |
| 1999 | TCA Award         | Выдающиеся достижения в кино или мини-сериале                                            |                       | Победа    |
| 1999 | YoungStar Awards  | Лучшая молодая актриса в мини-сериале/фильме для TV                                      | Лили Собески          | Победа    |
| 2000 | Золотой глобус    | Лучший мини-сериал или фильм для TV                                                      |                       | Номинация |
| 2000 | Золотой глобус    | Лучший актёр второго плана сериала, мини-сериала или фильма для TV                       | Питер О`Тул           | Номинация |
| 2000 | Золотой глобус    | Лучшая актриса мини-сериала или фильма для TV                                            | Лили Собески          | Номинация |
| 2000 | Золотой глобус    | Лучшая актриса второго плана сериала, мини-сериала или фильма для TV                     | Жаклин Биссет         | Номинация |
| 2000 | ASC Award         | Выдающиеся достижения в кинематографии в фильме недели/мини-сериале                      | Пьер Гилл             | Номинация |
| 2000 | CSC Award         | Лучшая операторская работа в телевизионной драме                                         | Пьер Гилл             | Победа    |
| 2000 | C.A.S. Award      | Выдающиеся достижения в монтаже звука для фильма недели или мини-сериала                 | за 1-ю часть          | Победа    |
| 2000 | Humanitas Prize   | Категория 90 минут                                                                       | за 2-ю часть          | Номинация |
| 2000 | Golden Reel Award | Лучший монтаж звука — телевизионный мини-сериал — диалог и автоматическая замена диалога |                       | Победа    |
| 2000 | Golden Reel Award | Лучший монтаж звука — телевизионный мини-сериал — эффекты и синхронизация                |                       | Номинация |
| 2000 | Satellite Award   | Лучший мини-сериал                                                                       |                       | Номинация |
| 2000 | Satellite Award   | Лучшая актриса мини-сериала или фильма для телевидения                                   | Лили Собески          | Номинация |
| 2000 | TV Guide Award    | Любимый TV-фильм или мини-сериал                                                         |                       | Номинация |